# آموس غراهام
آموس غراهام (بالإنجليزية: Amos Graham)‏ هو سياسي أمريكي، ولد في 14 مارس 1816، وتوفي في 1865.